# Sophia Wilson
Sophia Olivia Wilson (* 10. August 2000 in Windsor, Colorado, als Sophia Olivia Smith) ist eine US-amerikanische Fußballnationalspielerin. Sie ist Stürmerin beim Portland Thorns FC und der US-amerikanischen Nationalmannschaft, mit der sie 2024 die olympische Goldmedaille gewann.

## Leben
Sophia besuchte die Fossil Ridge High School in Fort Collins (Colorado). 

## Frühe Karriere
Sie begann in der U-5 der Crabbie Patties, von der U-6 bis zur U-10 spielte sie für die Timnath Twisters, von der U-11 bis zur U-13 für Arsenal Colorado und ab der U-14 für Real Colorado. Sie gewann den U-12- und den U-13-Colorado State Cup. Im Herbst 2018 besuchte sie die Stanford University und spielte für Stanford Cardinal.

## Profikarriere

### Verein
Seit 2020 spielt sie für den Portland Thorns FC. Ihre erste Saison fiel aber der COVID-19-Pandemie zum Opfer. Beim stattdessen erstmals ausgetragenen NWSL Challenge Cup 2020 erreichte sie mit Portland das Halbfinale, verlor dies aber mit 0:1 gegen Houston Dash. Im Mai 2021 gewann sie mit Portland den zum zweiten Mal ausgetragenen NWSL Challenge Cup 2021. In der Saison 2021 belegte sie mit Portland nach der regulären Saison den ersten Platz, im Halbfinale der Play-offs verloren sie aber mit 0:1 gegen die Chicago Red Stars. Mit sieben Toren war sie beste Torschützin ihrer Mannschaft. Die Saison 2022 schlossen sie nach 22 Spielen auf dem ersten Platz ab und konnten dann auch die Play-offs mit einem Finalsieg gegen Kansas City Current als Sieger abschließen. Mit 14 Toren in der regulären Saison war sie zweitbeste Torschützin und wieder beste Torschützin ihrer Mannschaft.
Bei der Wahl für den Ballon d’Or 2024 wurde Smith Vierte.

### Nationalmannschaft
2016 nahm Smith an der CONCACAF U-17 Women’s Championship in Grenada teil und qualifizierte sich mit dem Gewinn für die U-17-Fußball-Weltmeisterschaft der Frauen in Jordanien, schied dort mit ihrer Mannschaft als Gruppendritte nach der Vorrunde aus.
2018 und 2020 nahm sie mit der U-20-Mannschaft an der CONCACAF U-20-Meisterschaft der Frauen teil, die die Mannschaft 2018 als Zweite beendeten und 2020 gewannen. Als Zweite qualifizierten sie sich aber für die U-20-Fußball-Weltmeisterschaft der Frauen 2018 in Frankreich, bei der die Mannschaft aber auch als Gruppendritte nach der Vorrunde ausschieden. 
Im November 2019 wurde sie erstmals für ein Trainingslager der US-amerikanischen Fußballnationalmannschaft der Frauen nominiert. Ihren ersten Einsatz in der A-Nationalmannschaft hatte sie am 27. November 2020 beim Freundschaftsspiel gegen Europameister Niederlande und war damit die erste in den 2000ern geborene Nationalspielerin.

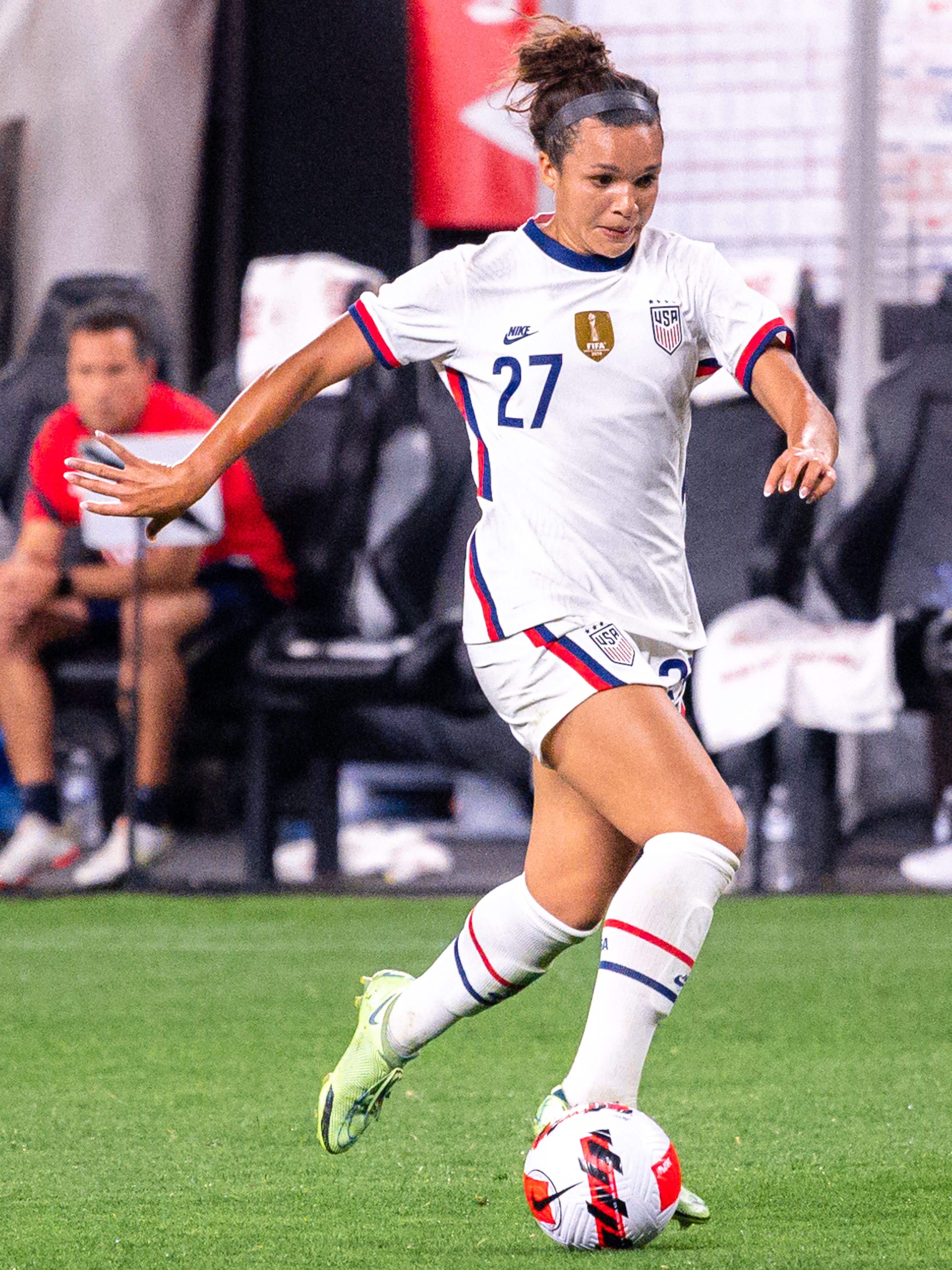
Sophia Smith (September 2021)

Beim Gewinn des SheBelieves Cup 2021 hatte sie zwei Kurzeinsätze von insgesamt 53 Minuten. Ihr erstes Tor für die A-Nationalmannschaft erzielte sie am 21. September 2021 beim 8:0-Sieg gegen Paraguay.
Im Jahr 2022 erzielte sie in neun Freundschaftsspielen neun Tore, davon das Ausgleichstor beim 2:1-Sieg im letzten Spiel des Jahres gegen Deutschland, durch den die US-Girls Platz 1 in der FIFA-Weltrangliste verteidigten.
2022 gewann sie mit der Mannschaft den SheBelieves Cup 2022 und die CONCACAF W Championship 2022, erzielte dabei zwei Tore und qualifizierte sich mit der Mannschaft für die WM 2023 in Australien und Neuseeland.
Am 21. Juni 2023 wurde sie für die WM-Endrunde nominiert, wurde in jedem der vier Spiele ihres Teams eingesetzt und schied mit der Mannschaft im Achtelfinale im Elfmeterschießen gegen die Schwedinnen aus. Smith erzielte zwei der vier Tore der Mannschaft.
Am 26. Juni 2024 wurde sie für die Olympischen Spiele in Paris nominiert. Sie wurde beim Goldmedaillengewinn in den sechs Spielen eingesetzt und erzielte drei Tore – alle gegen Deutschland, zwei bei 4:1-Sieg im Gruppenspiel und den 1:0-Siegtreffer im Halbfinale.

## Erfolge

### Nationalmannschaft
- CONCACAF U-17-Meisterschaft der Frauen: 2016
- CONCACAF U-20-Meisterschaft der Frauen: 2020
- SheBelieves Cup: 2021 und  2022
- CONCACAF W Championship: 2022[12]
- CONCACAF W Gold Cup: 2024
- Olympische Spiele 2024: Goldmedaille

### Verein

#### Portland Thorns FC
- National Women’s Soccer League:
  - NWSL Challenge Cup 2021
  - 2021 Sieger der regulären Saison
  - 2022 Sieger der Play-Offs, Torschützin im Finale

### Auszeichnungen
- NWSL Most Valuable Player: 2022
- US-Fußballerin des Jahres: 2022[13]
- Torschützenkönigin der National Women’s Soccer League 2023: 11 Tore[14]

## Privates
Am 25. Januar 2025 heiratete sie den American-Football-Spieler Michael Wilson und nahm dessen Nachnamen an. Im März 2025 gab Wilson ihre Schwangerschaft bekannt.